# Artur Achmatchuzin
Artur Achmatchuzin (* 21. května 1988 Novyj Aktanyšbaš, Sovětský svaz) je ruský sportovní šermíř tatarské národnosti, který se specializuje na šerm fleretem.
Rusko reprezentuje od roku 2012. Na olympijských hrách startoval v roce 2012 a 2016 v soutěži jednotlivců a družstev. V roce 2013 obsadil druhé a v roce 2015 třetí místo na mistrovství světa v soutěži jednotlivců. S ruským družstvem fleretistů vybojoval na olympijských hrách 2016 zlatou olympijskou medaili ve stejném roce vybojoval s družstvem titul mistrů Evropy.